# ニューギニアヤリガタリクウズムシ

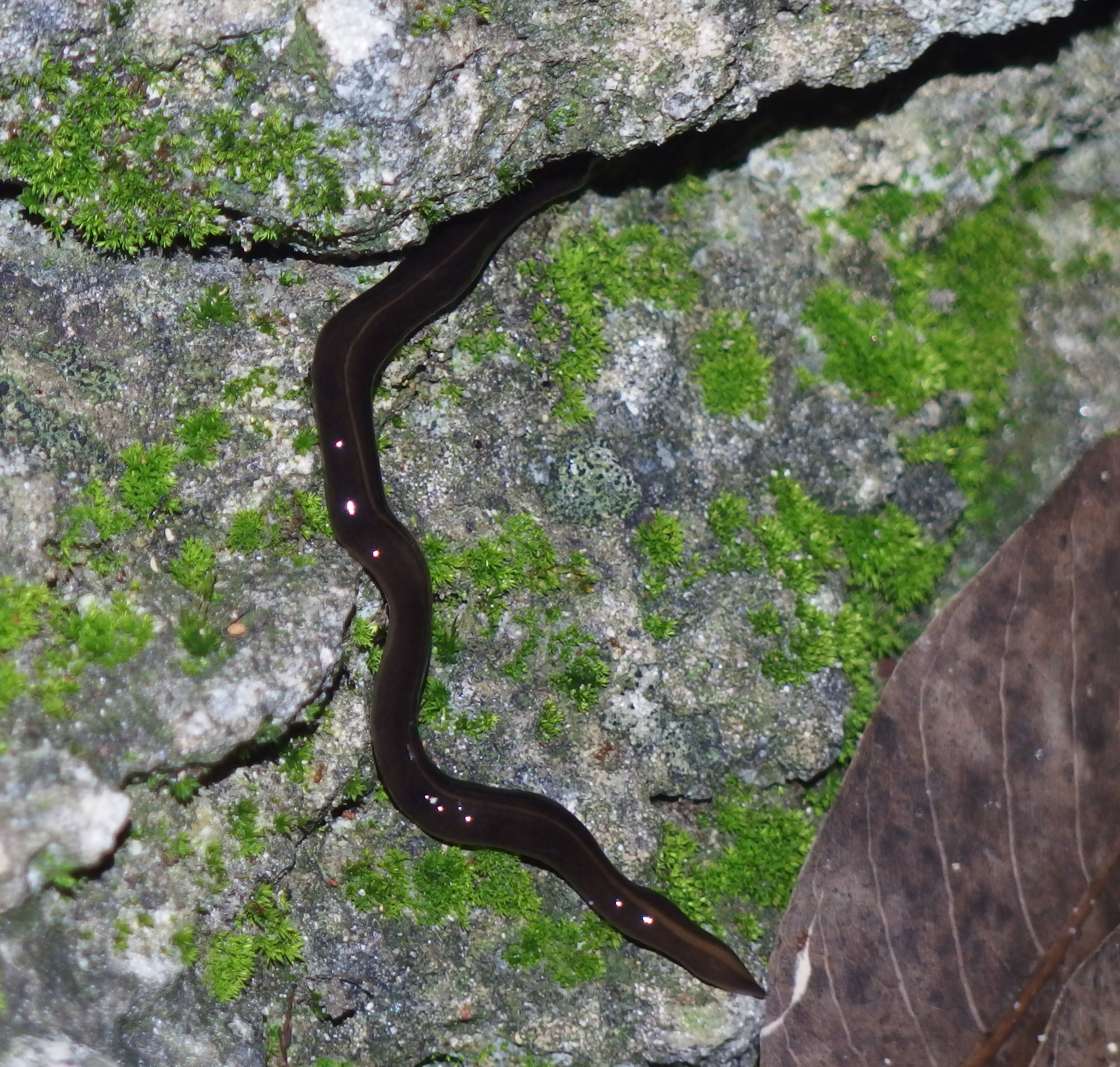
米国フロリダ州で確認されたニューギニアヤリガタリクウズムシ。

ニューギニアヤリガタリクウズムシ（Platydemus manokwari）は、ヤリガタリクウズムシ亜科に属する肉食の陸生プラナリアの一種。ニューギニア島原産。
1960年代にインドネシア領西パプアの西イリアンジャヤ州の州都マノクワリで最初に発見されて以降、世界各国の土壌に持ち込まれ、中には既に定着していた侵略的外来種であるアフリカマイマイの天敵として意図的に導入された地域もあった。地上の無脊椎動物を主に捕食するため、移入された先、特に太平洋諸島地域に生息する希少な陸生巻貝の固有種に深刻な害を与えている。日本の環境省の指定する特定外来生物のうちの1種で、また国際自然保護連合が作成した「世界の侵略的外来種ワースト100」にも選定されている。

## 分布
ニューギニア島を原産とする。
本来の生息地は熱帯地域内だが、農地、海岸地、荒れ地、さらには天然林、人工林、河畔地帯、低木林、都市部など、世界のほぼすべての温帯地域で発見されている。ただし、植生の薄い都市部の沿岸部では確認されていない。
外来種として問題になっていたアフリカマイマイの駆除のために、太平洋やインド洋の各地の島々（オーストラリア、フィリピン、ハワイ、グアム、マリアナ諸島、フィジー等）に導入された結果、定着している。
日本国内では、1990年に琉球列島において初めて生息が確認された。小笠原諸島においては、1995年に生息が確認された。日本国内への侵入経路は不明。

## 形態

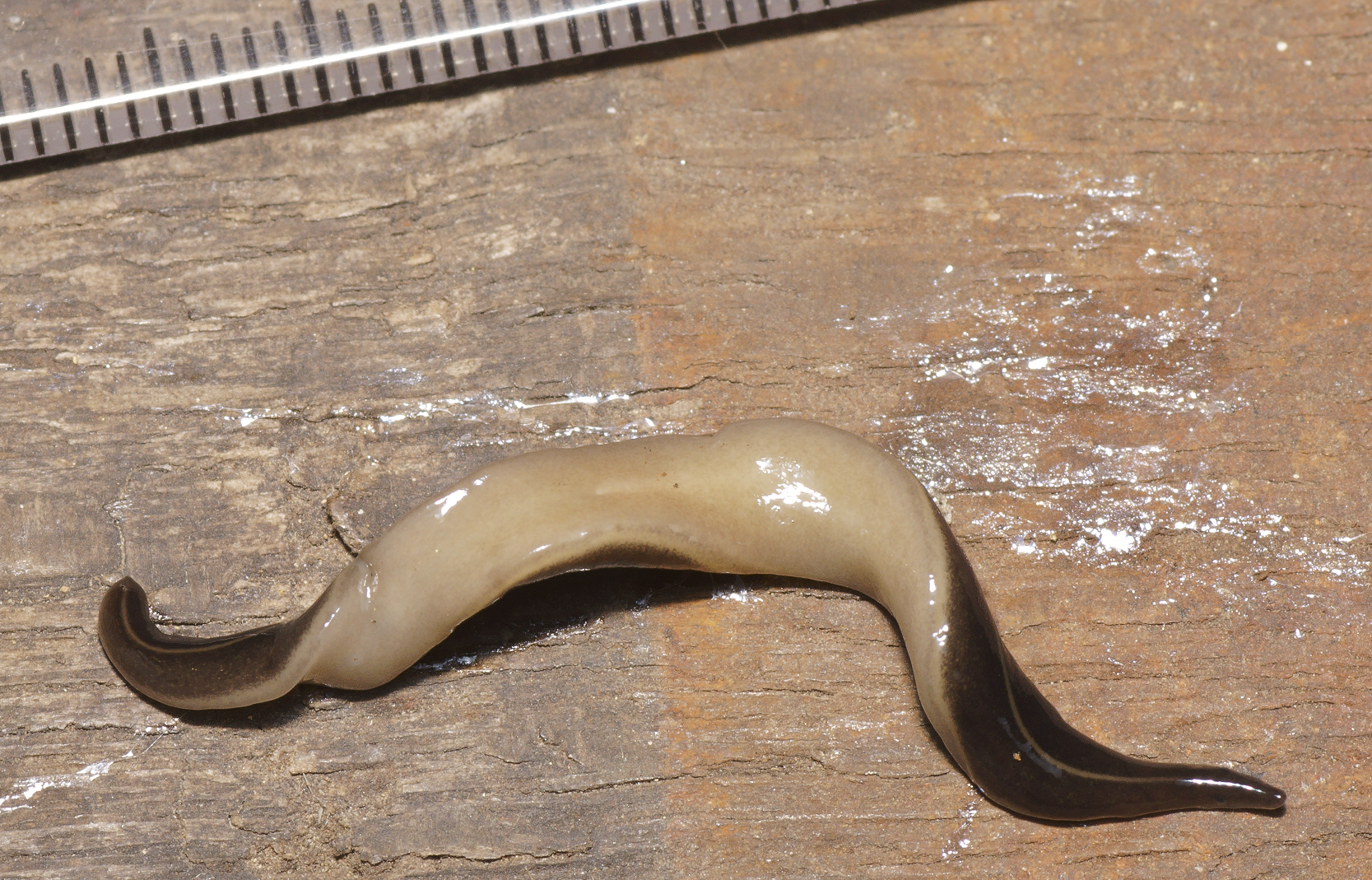
腹側は淡い褐色をしていて、細かい斑点が見られる。

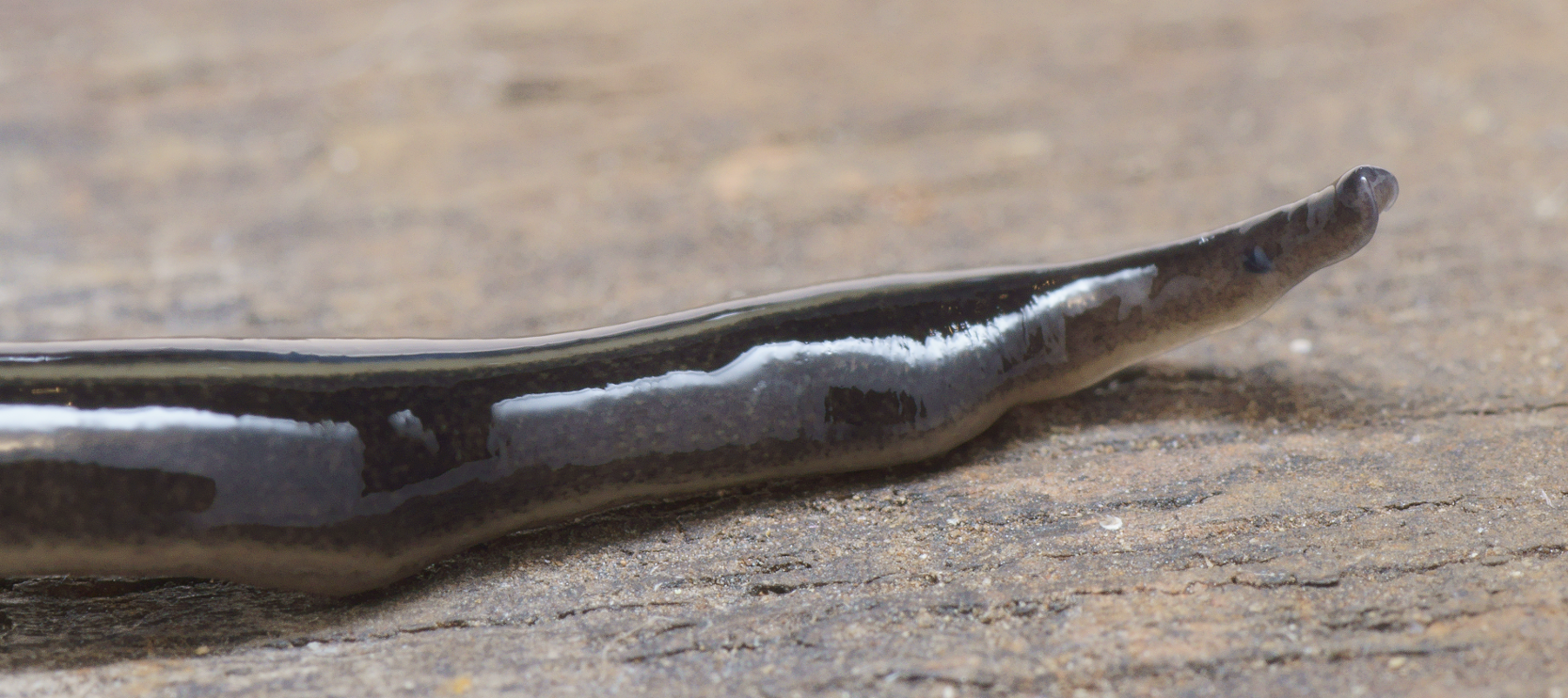
頭部の先端部分

体長は40 - 65mm、体幅は4 -7mm。胴体は平らで、厚さは2mm未満。背面は黒から黒褐色で、縦に細く白い線がある。腹面は淡灰色。頭部の先端は尾部よりも尖る。頭部の先端部分には2つ眼がついている。

## 生態

### 食性

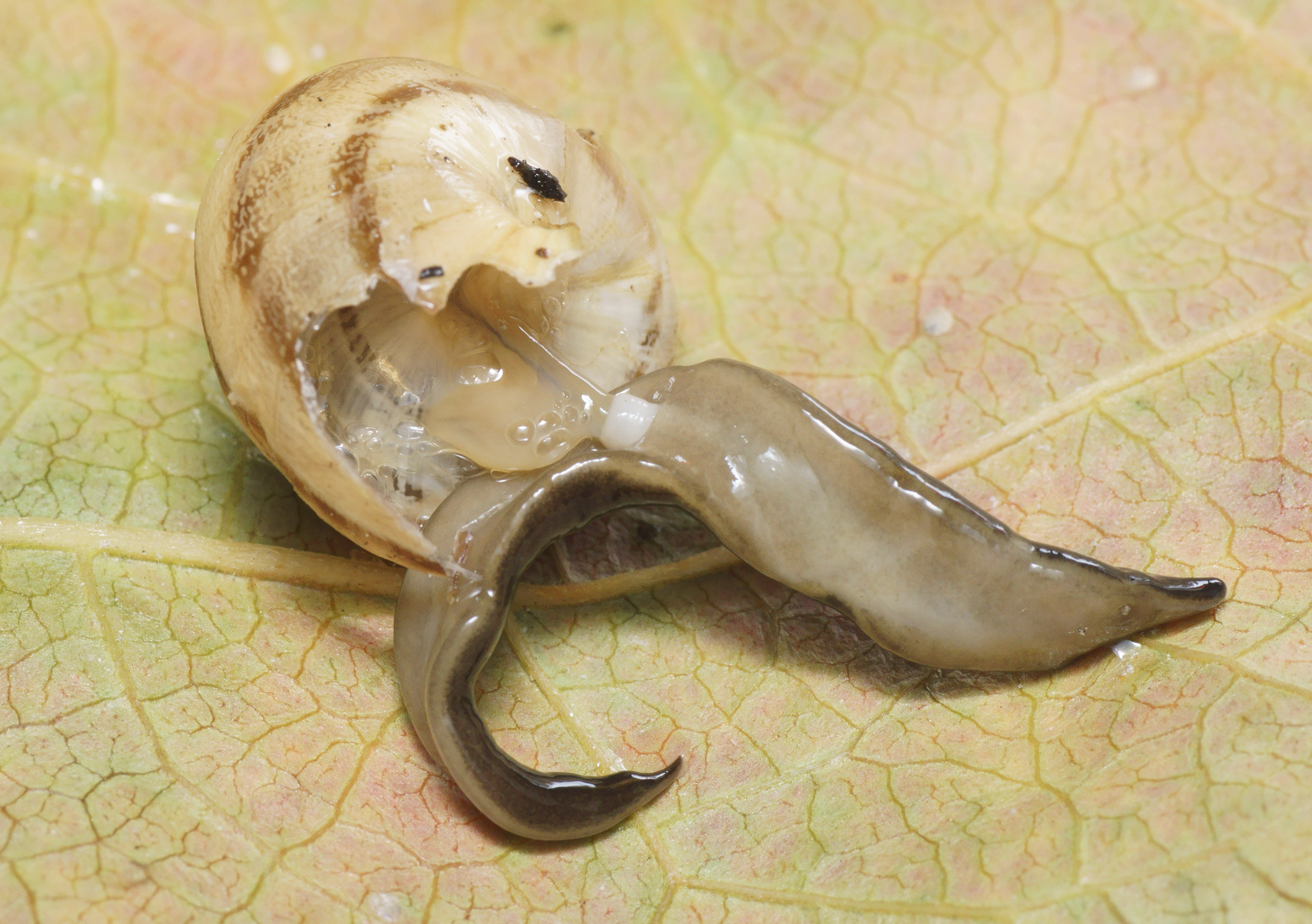
イスパニアマイマイを捕食するニューギニアヤリガタリクウズムシ。口は腹側にあり、白い円筒状の形状をしている。

主に陸生巻貝を捕食するほか、陸生プラナリア類やリクヒモムシ、死んだミミズ・ヤモリ・ヤスデを食べるのも確認されており、食性は幅広い。幼体の時も含め、生活環のほぼ全ての段階においてカタツムリ類を捕食する。また、成体のカタツムリだけでなく、幼体のカタツムリや、後期段階のカタツムリの卵も摂食対象とする。狩りをする際は、何らかの化学的な方法でカタツムリが残した粘液の跡を追跡し、時には獲物を追って樹木の上にまで到達することもあるという。陸生巻貝の個体数が減少した地域では、他の扁形動物も捕食対象になる。
杉浦真治は、気温と季節によってニューギニアヤリガタリクウズムシの食性には変化が生まれるとした。調査によれば、7月から11月までの間では90％のカタツムリ類が捕食されたのに対し、他の月では被食率が40％未満に留まった。このことから、カタツムリの被食率と気温との間には正の相関関係があるということが確認でき、気温や個体群密度の変化がカタツムリの被食率に影響を与えうる可能性が示唆された。

### 寄生虫の媒介
ニューギニアヤリガタリクウズムシに天敵は知られていない。しかし一方で、同種はアフリカマイマイと同様に広東住血線虫の待機宿主であり、ヒトに寄生すると広東住血線虫症を発症する。2001年から2003年にかけて沖縄県で行われた広東住血線虫症に関する調査では、同種の線虫感染率は14.1％であった。同種は切断後に感染幼虫の遊出が見られるほか、生のサラダとして食卓で用いられるようなキャベツの葉の下に付着していることも確認されており、同種が食卓の野菜類を汚染して、ヒトへの線虫症感染を引き起こし得る可能性が指摘されている。

## 外来種としての影響と対策
ニューギニアヤリガタリクウズムシは、1960年代にインドネシア西パプアの西イリアンジャヤ州の州都マノクワリで最初に発見された。その後、ヒトの手によって偶然もしくは意図的に環太平洋地域の島嶼地域に移入された結果、いずれの海洋島地域においても、同種によりこれらの地域に棲む陸生貝類が食い尽くされることによって、固有種を含む多くのカタツムリ類が絶滅に追い込まれるなどした。このようにして現在は、原産地のニューギニア島に留まらず、ミクロネシア、マルケサス諸島、ソサエティ諸島、サモア、メラネシア、ハワイ諸島など、多くの太平上の熱帯および亜熱帯の島々に生息している。

### 各地での確認事例

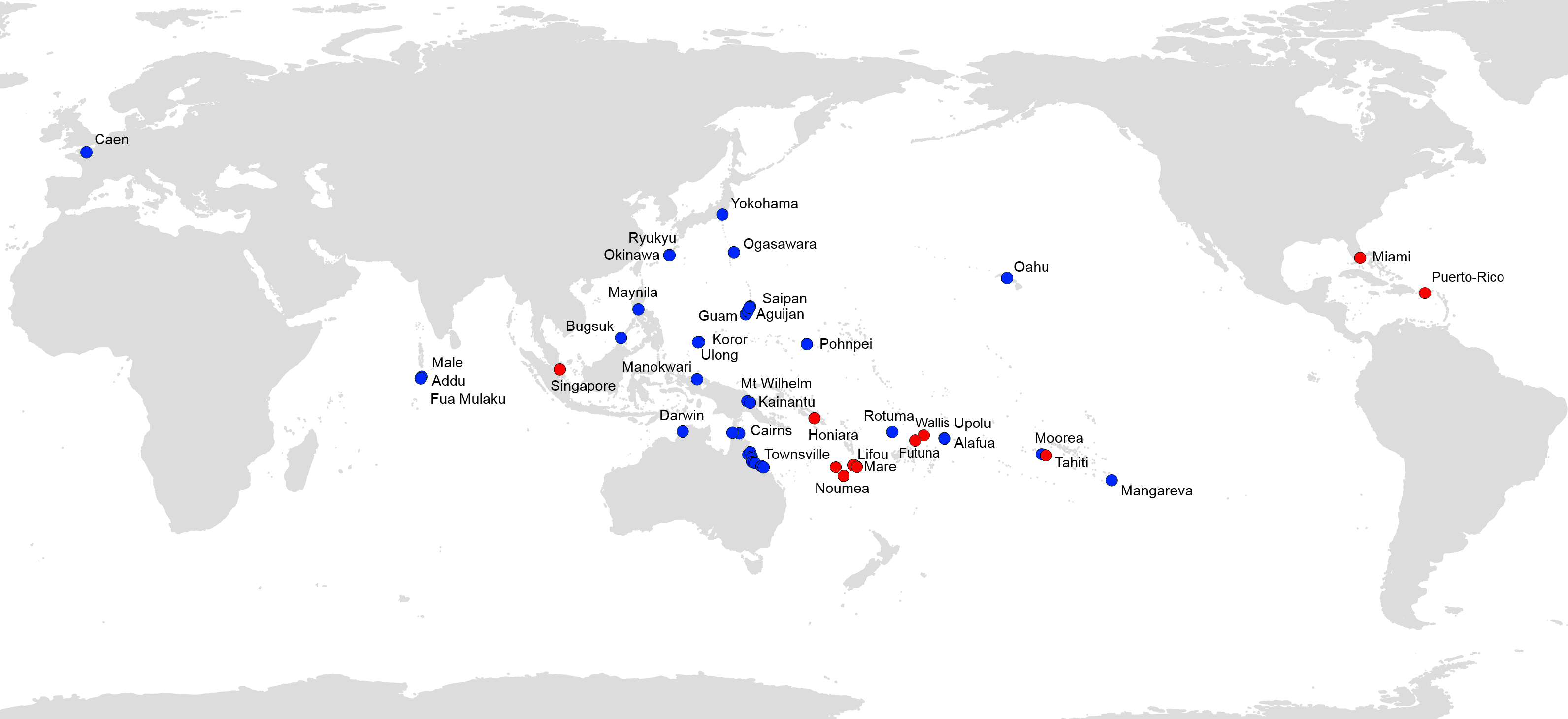
ニューギニアヤリガタリクウズムシの個体確認地域

日本では琉球列島の沖縄島、久米島、宮古島、伊良部島、伊計島、平安座島、小笠原諸島の父島で発見されている。特に、父島では、固有種のカタマイマイ類が壊滅状態となった。2006年2月1日付で日本の環境省によって特定外来生物の第二次指定対象となった。
ヨーロッパでは、2014年にフランス北西部カーンの温室で確認されたのが、最初の事例となった。アメリカ州では、2015年にプエルトリコと米国フロリダ州で発見されており、そこから米国本土南部に生息領域が拡大する可能性が指摘された。さらに2021年、フランス領アンティル諸島のグアドループ島、マルティニーク島、サン・マルタン島での生息が報告された。アジア大陸では、2018年にタイで、2019年には香港でそれぞれ初めて確認された。

### 侵入の経路
ニューギニアヤリガタリクウズムシがニューギニア島外の熱帯地域に侵入した経路には、偶発的なケースと意図的なケースとがある。偶発的な侵入ケースとして指摘されているうちの1つは、商業的な目的などで熱帯植物とその培養土が外部から移送される際に、同種がそこに混入していたというケース、もう1つは、建設資材を移設する際に同時に運ばれる残土の中に混入していたというケースである。他にも、植生回復用の種子や苗木の輸入の際に同時に運ばれてくるパターンが指摘されている。
ヒトの手によって意図的に導入された結果定着したという事例も存在する。フィリピンのブグスク島やモルディブ諸島、グアムや沖縄などでは、農作物に被害を与え脅威となっていた外来種であるアフリカマイマイを駆除するためにリクウズムシが人為的に導入・放飼されたものの、アフリカマイマイの個体数は抑え込んだ一方で、同時に固有種のカタツムリ類も捕食し始め、その結果、これらの固有種の個体は著しく減少することとなった。

### 影響と拡大の要因
上述の例を始めとして、ニューギニアヤリガタリクウズムシの移入や侵入によって生態系に対する多大な影響を受けた地域が、太平洋諸島などを中心に存在する。具体的には、ポリネシアマイマイ類、コガネカタマイマイ、オナジマイマイ、オカチョウジガイ、ナメクジ類などの在来種がその地域で絶滅もしくは個体数の大幅な減少を強いられた。このように在来の固有種に対する非常に脅威的な影響を引き起こしており、国際自然保護連合によって「世界の侵略的外来種ワースト100」に選定されている。
ニューギニアヤリガタリクウズムシが外来生物として深刻な影響を与えた要因の1つとしては、同種に既知の天敵がおらず、生物学的に拡大を抑制される因子がほとんど存在しないということが挙げられる。また、寒冷な地域を除く様々な環境に対する適応力があり、さらに獲物の追跡や捕食における多用途性が示されている。上述にある通り、山浦悠一と杉浦真治による野外実験では、獲物を追って樹木の上まで到達したことが確認されている。
大河内勇らの実験では、実験に使用した同種を含む5種の肉食プラナリアのうち、同種が最も摂食能力が高かったことが示されている。5種のプラナリア類を固有種のカタツムリ類と一緒にそれぞれ別の容器に入れて実験を開始した結果、ニューギニアヤリガタリクウズムシだけが開始から1日以内に容器内のカタツムリを捕食し始めたことが観察された。一方、他の2種のプラナリア類もカタツムリを捕食したものの、摂食速度は一定ではなかった。これらの実験結果は、同種が他のプラナリア類と比べて、より多くのカタツムリ類の固有種を捕食し得ることを示唆しており、また侵入直後から環境に適応して生態系を破壊する可能性さえもあることを示しているとした。

### 対策
ニューギニアヤリガタリクウズムシの個体数を制御する既知の方法は無く、根絶は困難となっている。上述のように植生移転に伴い移動された苗木などの土壌に紛れて侵入することから、小笠原諸島の無人島では、苗の土を洗い落とすなどして対策を実施している。
ニューギニアヤリガタリクウズムシは低温環境では適応できないことは生物学者間で共有されている。熱帯が原産の同種は、摂氏18度から28度までの環境で最も繁殖しやすい。前出の杉浦は、摂氏10度から26度までの環境にそれぞれ保った各容器内に同種と捕食対象のカタツムリ類を入れて14日間観察する実験を行ったが、その結果、10度に保った容器内での同種の個体の生存割合は23.3パーセントで、そのなかでカタツムリを捕食した個体は確認されなかった一方、温度が上昇するにつれ、同種の生存割合とカタツムリの捕食事例が増加することを観察した。

## 遺伝子情報
ニューギニアヤリガタリクウズムシの遺伝子情報は、MTCO1配列に2つのハプロタイプを持っている。そのうち1つは、「ワールドハプロタイプ」と名付けられ、ニューカレドニア、フランス領ポリネシア、シンガポール、フロリダ、プエルトリコで発見されている。 もう1つは「オーストラリアン・ハプロタイプ」と名付けられ、オーストラリアで発見されている。ソロモン諸島では、両方のハプロタイプが発見されている。これらの発見・報告は、もともと原産地ニューギニア島には2つのハプロタイプが存在しており、そのうち1つのワールド・ハプロタイプの系統の個体群だけがヒトの手によって世界的に拡散されたということを示唆している。